# 乌尼莫克
乌尼莫克（Unimog）是由戴姆勒-賓士在第二次世界大战之后设计的军民两用卡车系列，现在属于戴姆勒集團旗下的梅塞德斯-奔驰。Unimog这个名字来源于德文“Universal-Motor-Gerät”，意思是泛用自走機具。它最早的设计目的是低速农用牽引機。

## 簡介
由于采用了门式传动（portal gear）的技术，使得轮轴和传动轴的位置要高于轮胎中心，因此乌尼莫克拥有比一般高机动多用途轮式车（HMMWV）更高的离地距离。乌尼莫克还使用了柔性车架，车轮在垂直方向上有较大的活动空间，这样当车辆在异常崎岖的地形甚至是一米高的石头上行驶时仍能保持较为舒适的驾驶状态。
一车多用是乌尼莫克的重要特点。在欧洲，乌尼莫克被广泛地用于民间，包括搭载修理路牌、路灯的升降机和牵引各种农用机械。在工地，它可以用于拖动推土机、挖土转台、吊机等，或牵引20轮大平板车运送30吨推土机或挖土机。另外，在火车维修中心还可被当作短距离牵引车头来使用。同时，由于乌尼莫克卓越的越野性能，因此包括德国、瑞士、南非和新西兰在内的80多个国家都把它用于军事用途，例如改装成装甲运兵车或牵引坦克运载车。
U404是乌尼莫克系列中最为著名的一款。

## 歷史
乌尼莫克的創造者（Albert Friedrich）原本是戴姆勒-賓士旗下航空引擎設計部門的主腦。他在第二次世界大戰期間興起一個想要設計輛小型牽引機的靈感，並且在1945年戰爭結束後立刻著手開始新車的設計。雖然一開始時乌尼莫克是以農耕機具的身分起造的，但它在設計上與傳統的牽引機完全不同。在許多協助斐德利希開發新車的人士中，曾在戰前於戴姆勒-賓士发动机開發部門工作、但戰後卻成為農夫的海利希·羅斯勒（Heinrich Rößler）是貢獻最大的人，提供了許多關於農耕事物的寶貴經驗。
弗里德里希最初所描繪的乌尼莫克是一輛「引擎動力的農業用途泛用機具」（engine-powered universally applicable machine for agriculture），但在那時，「Unimog」這個車名根本尚未成型。這輛開發中的新車使用四輪驅動系統，有四個等尺碼的車輪（一般牽引機的前後軸上之車輪往往是不同大小），可以當作牽引機、農機載台、固定工作平台與輸送車使用，輸出最大可達25hp（匹馬力），擁有六速變速箱，目標最高車速50km/h（公里／小時）。
在初步的概念確定後，斐德利希與當時正佔領德國的美軍接觸，因為在那時代德國境內任何工業器具的生產，都需先經過盟軍的同意取得生產許可。斐德利希選擇了位於施瓦本格明德的艾哈德先生與子公司（Messrs. Erhard & Sons）作為開發原型車的合作對象，後者是一家金器與銀器的製造商。
1946年下半斐德利希成功地製造出第一輛試作車，有著傾斜的車頭引擎蓋，軟頂的駕駛艙，與艙後的載貨平台，整體的造型已經與後來實際量產的車輛非常一致。在此同時，新車也首次獲得正式的命名——Universal-Motor-Gerät（泛用自走機具，universally applicable motorised machine），縮寫就稱為「Unimog」。
乌尼莫克試作車在1947年春天時首度正式對外亮相，但直到那時為止，工程師們仍未來得及替它找到一具適用的柴油引擎。菲德利希等人希望能夠在新車上搭載戴姆勒-賓士所開發的OM 636型引擎，但當試作車完工時，這具引擎甚至還沒決定要量產。
在解決了引擎供應問題後，新車原本應該可以正式邁入量產階段，但新的問題卻再度阻撓了進度。雖然艾哈德這家公司很盡力地協助了新車的開發，但由於該公司本身並非汽車或大型機械製造專業，根本沒有適當的產能幫助新車量產，因此斐德利希被迫要尋找新的合作夥伴。當時許多造車廠都對乌尼莫克都興趣缺缺，他們最後找到位於格平根的機械工具製造商保靈格（Boehringer），並於1947年開始製造乌尼莫克。而在1948年於法蘭克福舉行的德國農業展中，乌尼莫克量產車第一次正式在大眾面前亮相。
1948年8月，乌尼莫克開始正式大規模投產，由於保靈格本身也非專業的汽車製造商，因此斐德利希的團隊除了必須負責工程開發外，也必須另尋人力建立乌尼莫克的專屬銷售體系。
一直到1950年夏天為止，保靈格一共生產了約600輛的乌尼莫克，這些第一代的乌尼莫克懸掛的是一個上面有「U」字形牛角的牛頭廠徽。但，新車的暢銷暴露出製造商本身產能不足的困境，而提升產能所需的高額投資卻又非保靈格這樣的小廠足以負擔。在這樣的背景下，斐德利希不得不將整個開發團隊，新車計畫，技術專利，與新成立的銷售體系全部賣給戴姆勒-賓士，該公司在1950年秋季正式接手乌尼莫克，將生產線移到他們位於加格瑙的卡車廠，並一直持續生產到今日。

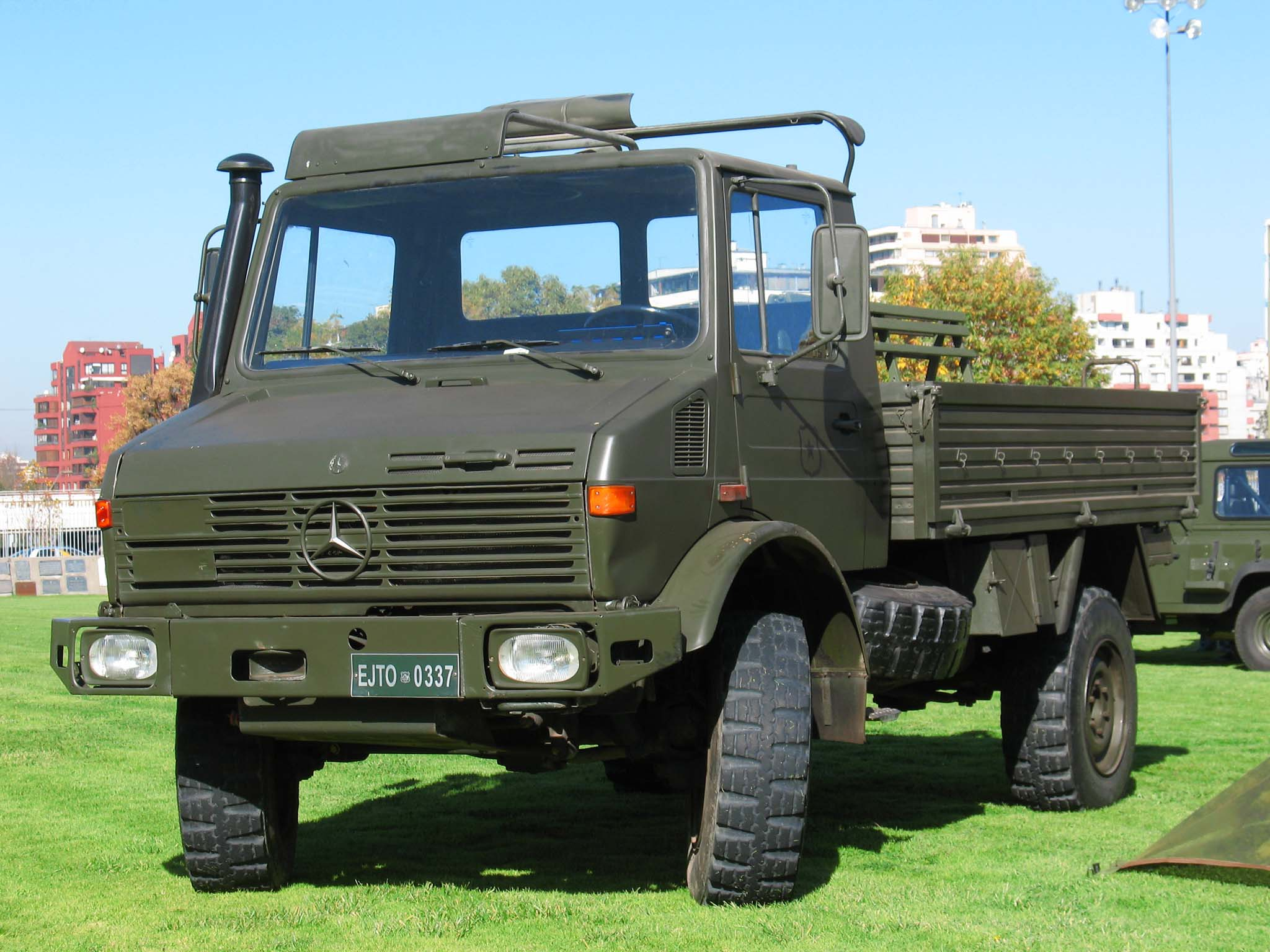
1300L (1976)
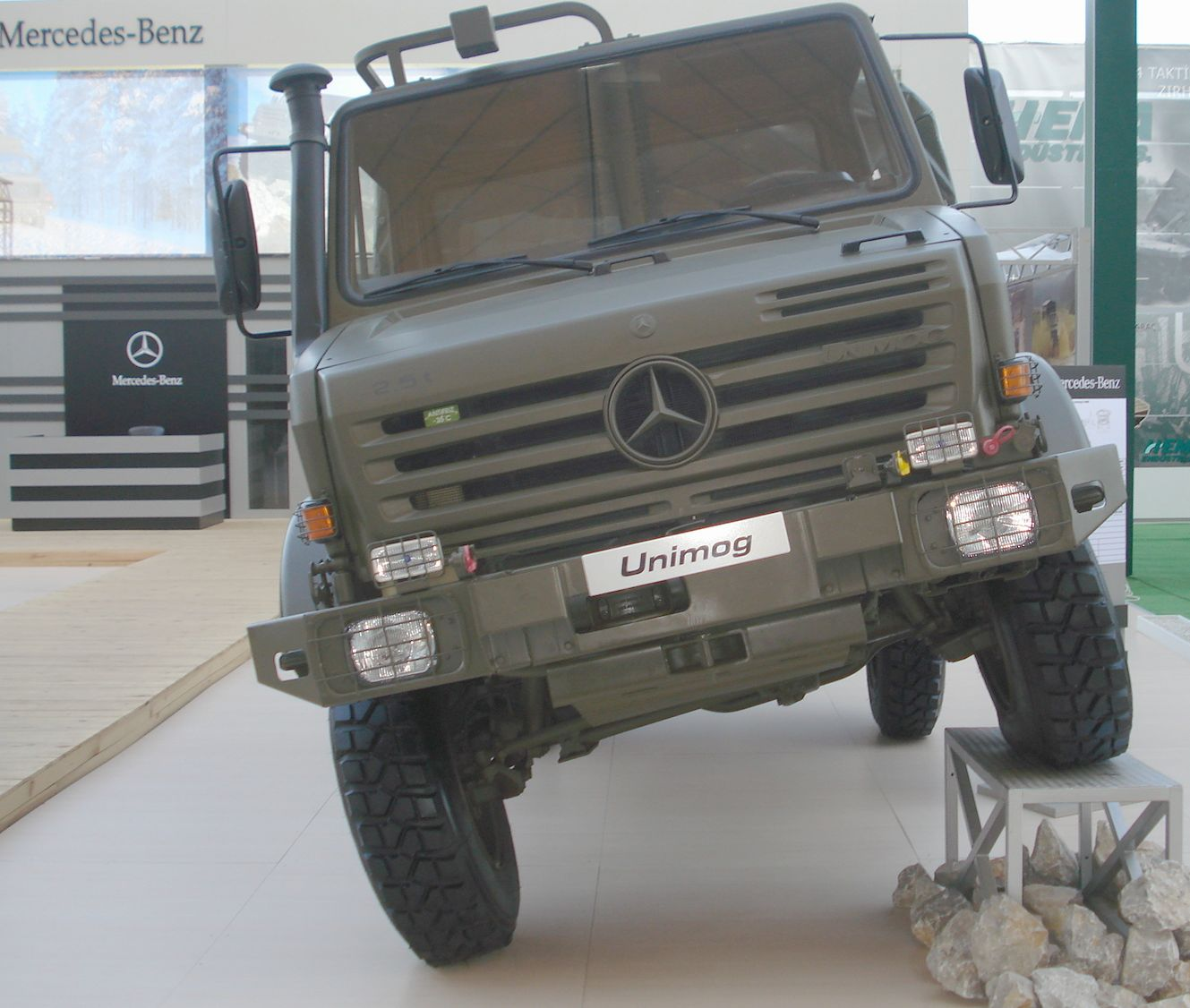
IDEF 07的乌尼莫克
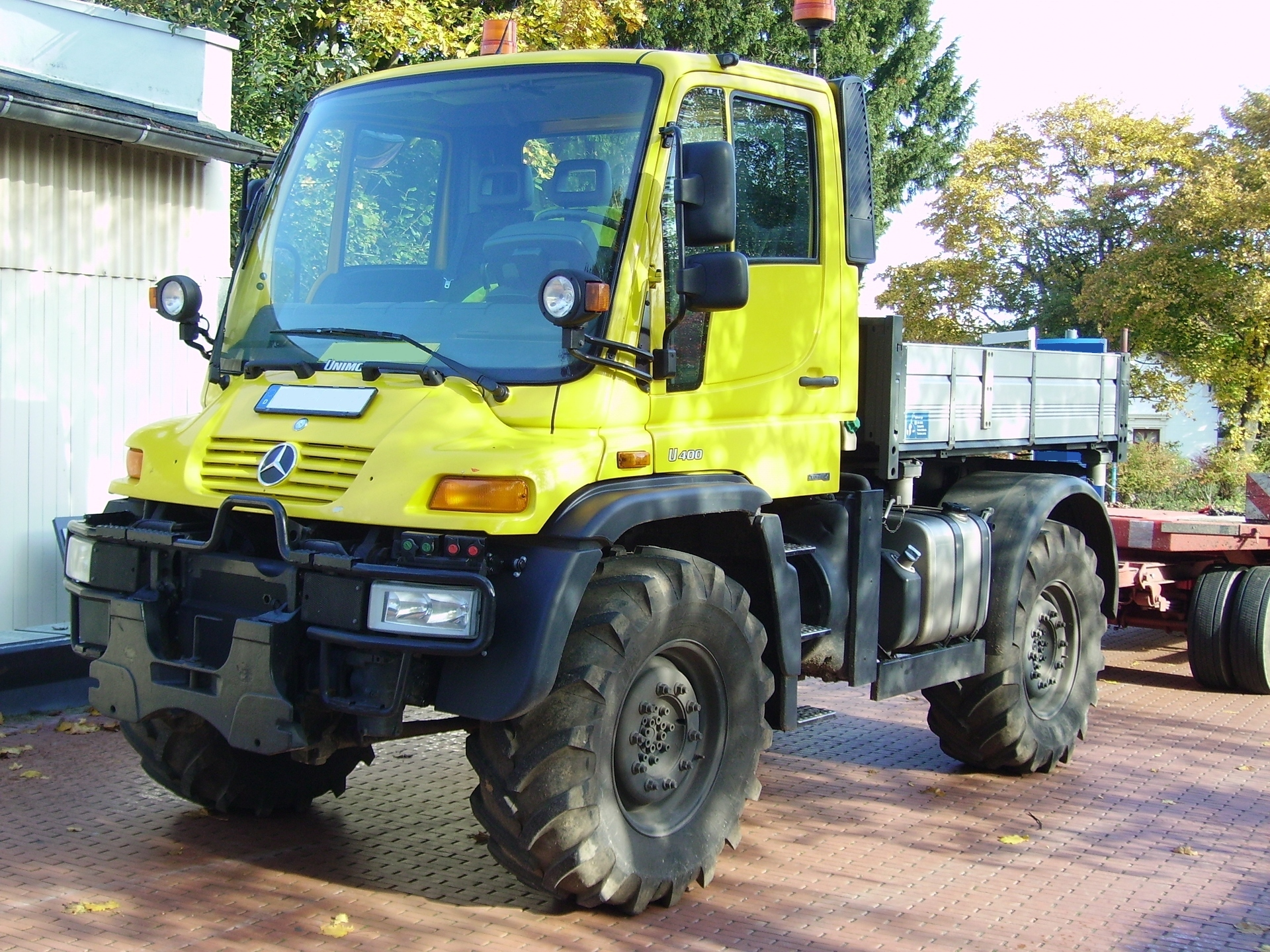
2007年乌尼莫克貨車
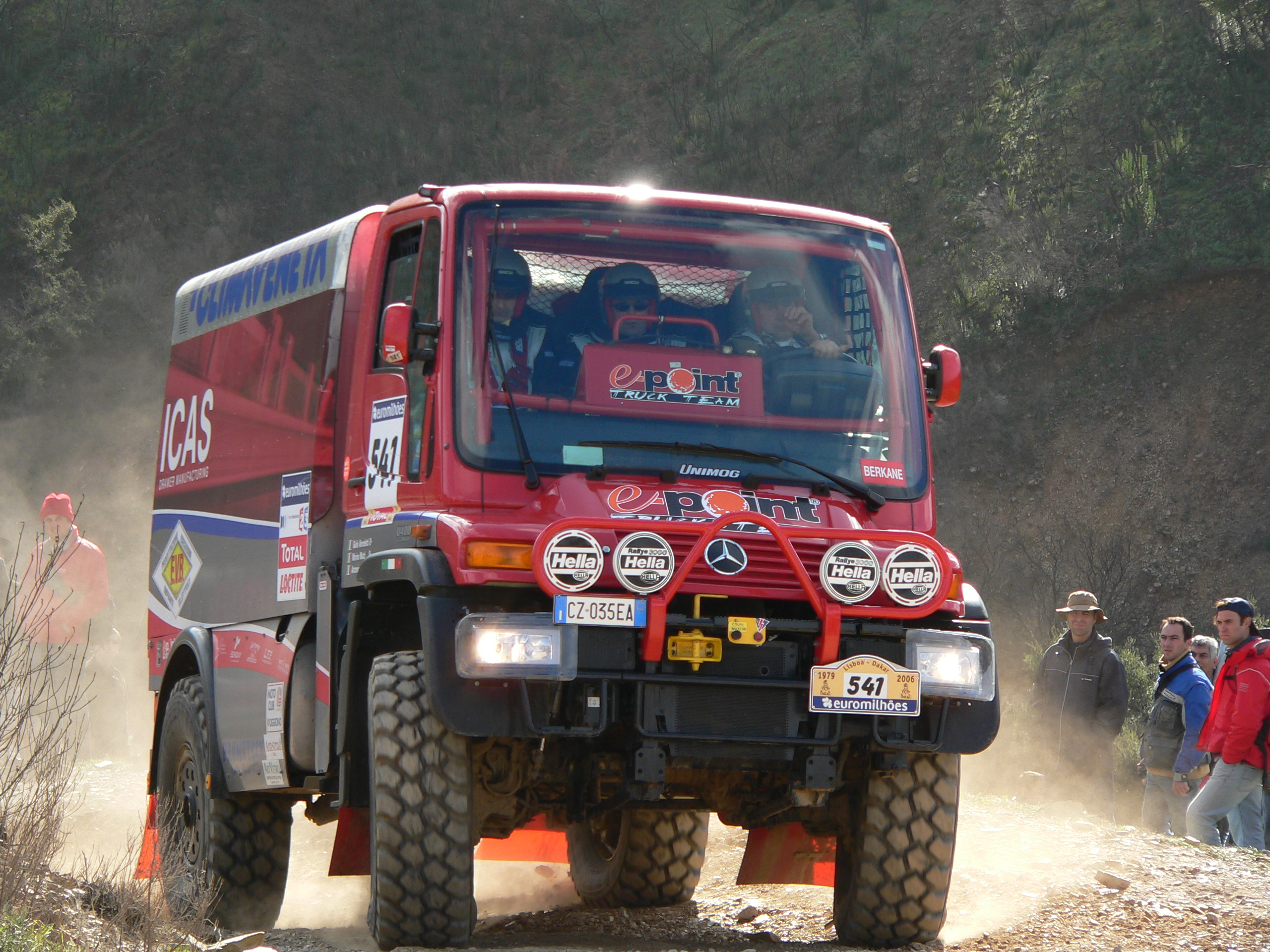
在2006年時參加里斯本-達卡越野賽的U400L越野賽車
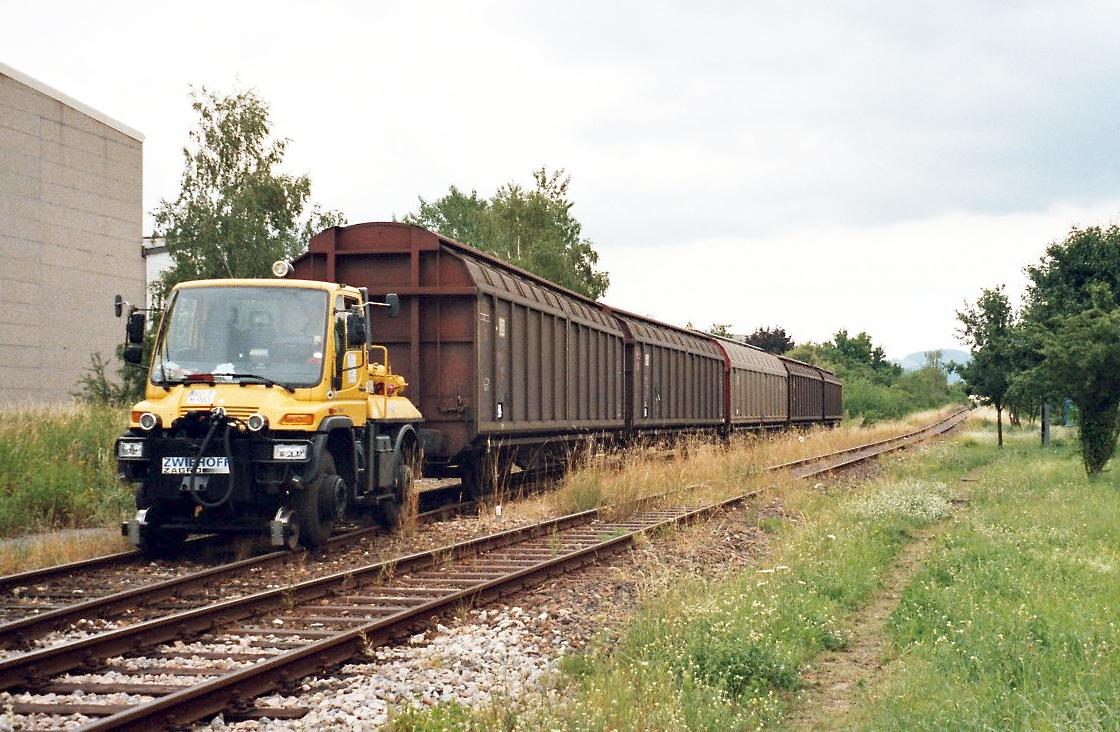
乌尼莫克U400可當慢速火車頭
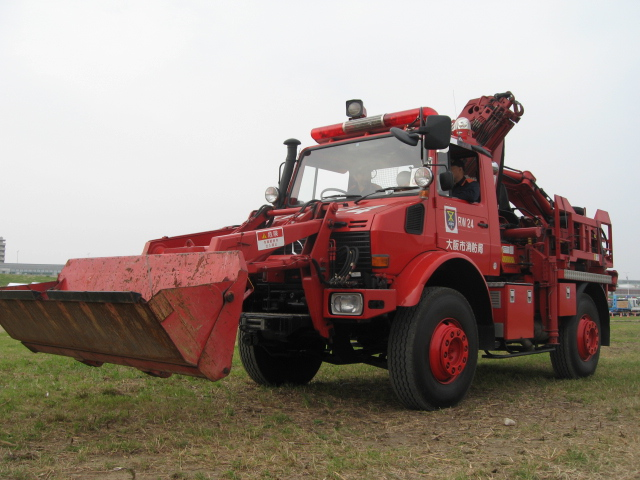
日本大阪市消防推土車
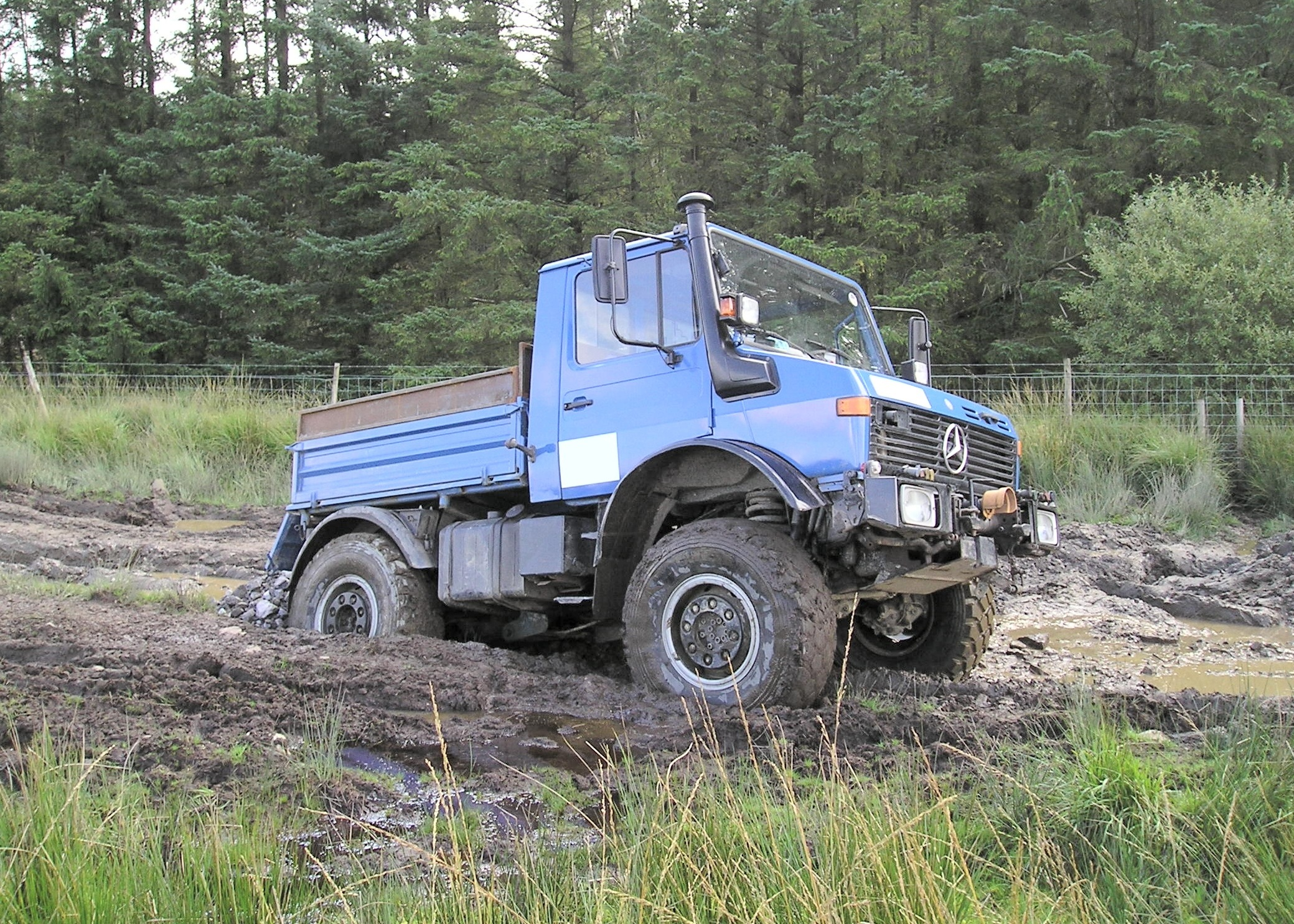
森林涉水型
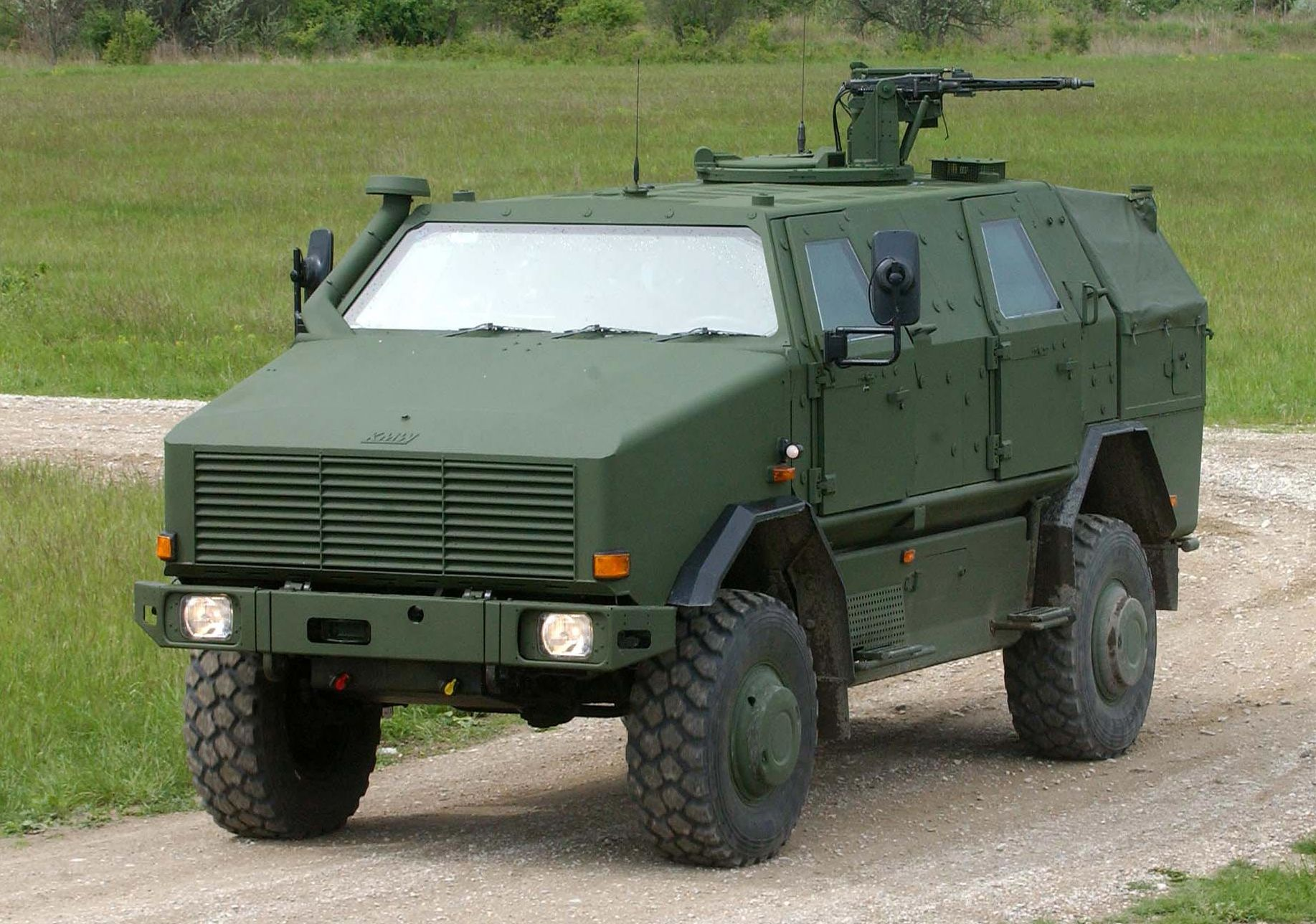
野犬式全方位防護運輸車
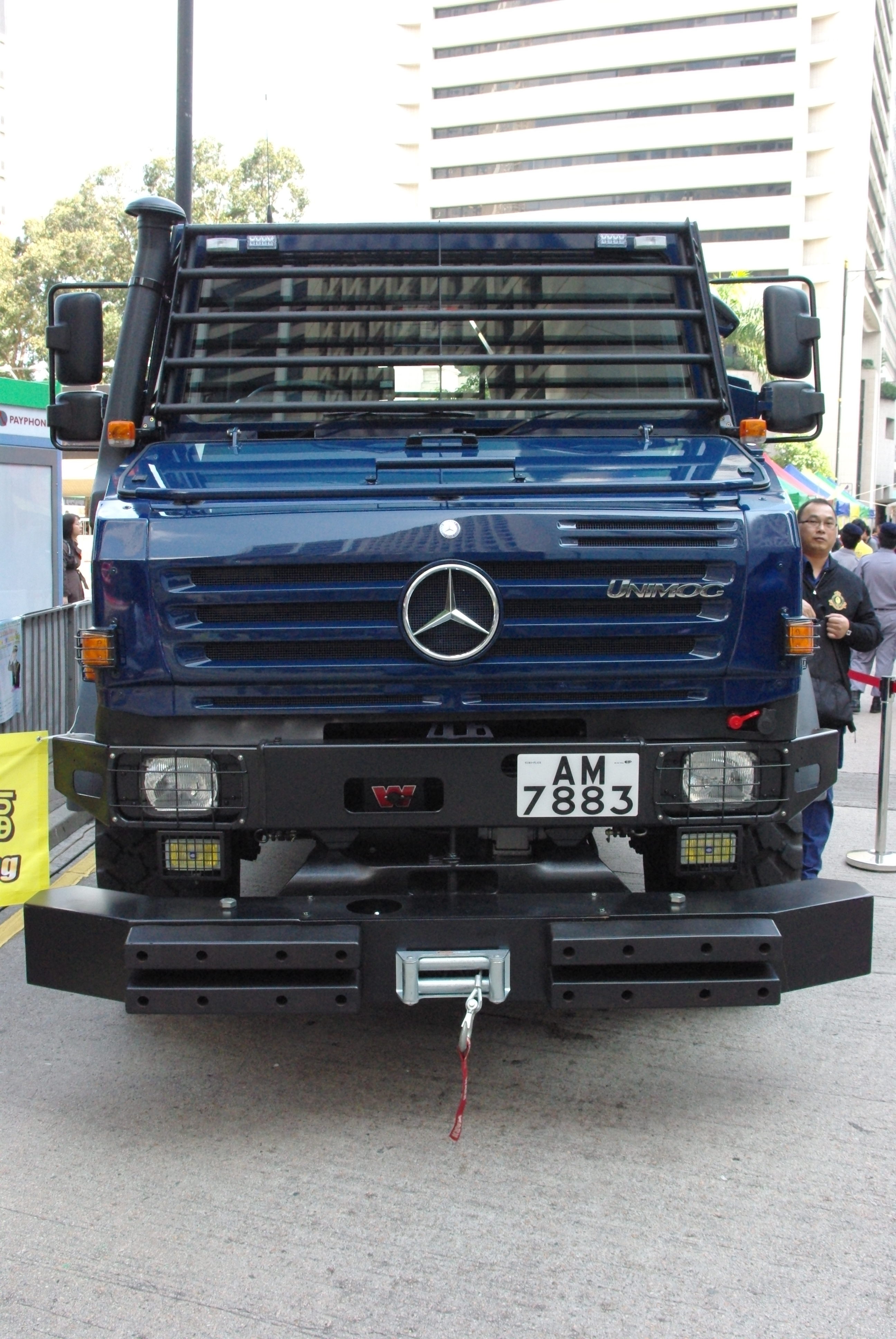
香港警務處警察機動部隊新款裝甲車